# Азбука Лорма
Азбука Лорма, или код Лорма — метод общения со слепоглухими, в котором буквы слов передаются с помощью прикосновения к точкам и проведения линий на руке слепоглухого. Метод разработал в конце XIX века Иероним Лорм для общения со своей дочерью. Метод позволяет передавать до 75 слогов в минуту, уступая языку жестов, но имеет преимущество в том, что он доступен для слепых. Азбука Лорма в основном используется в немецкоязычных странах, а также ряде других.

## Азбука Лорма

Азбука Лорма для немецкого языка
Азбука Лорма для чешского языка
Азбука Лорма для английского языка
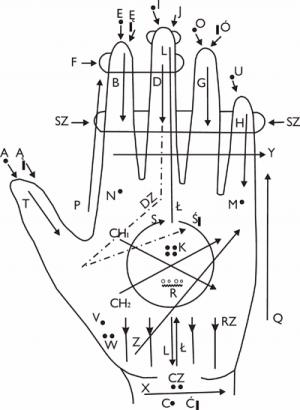
Азбука Лорма для польского языка
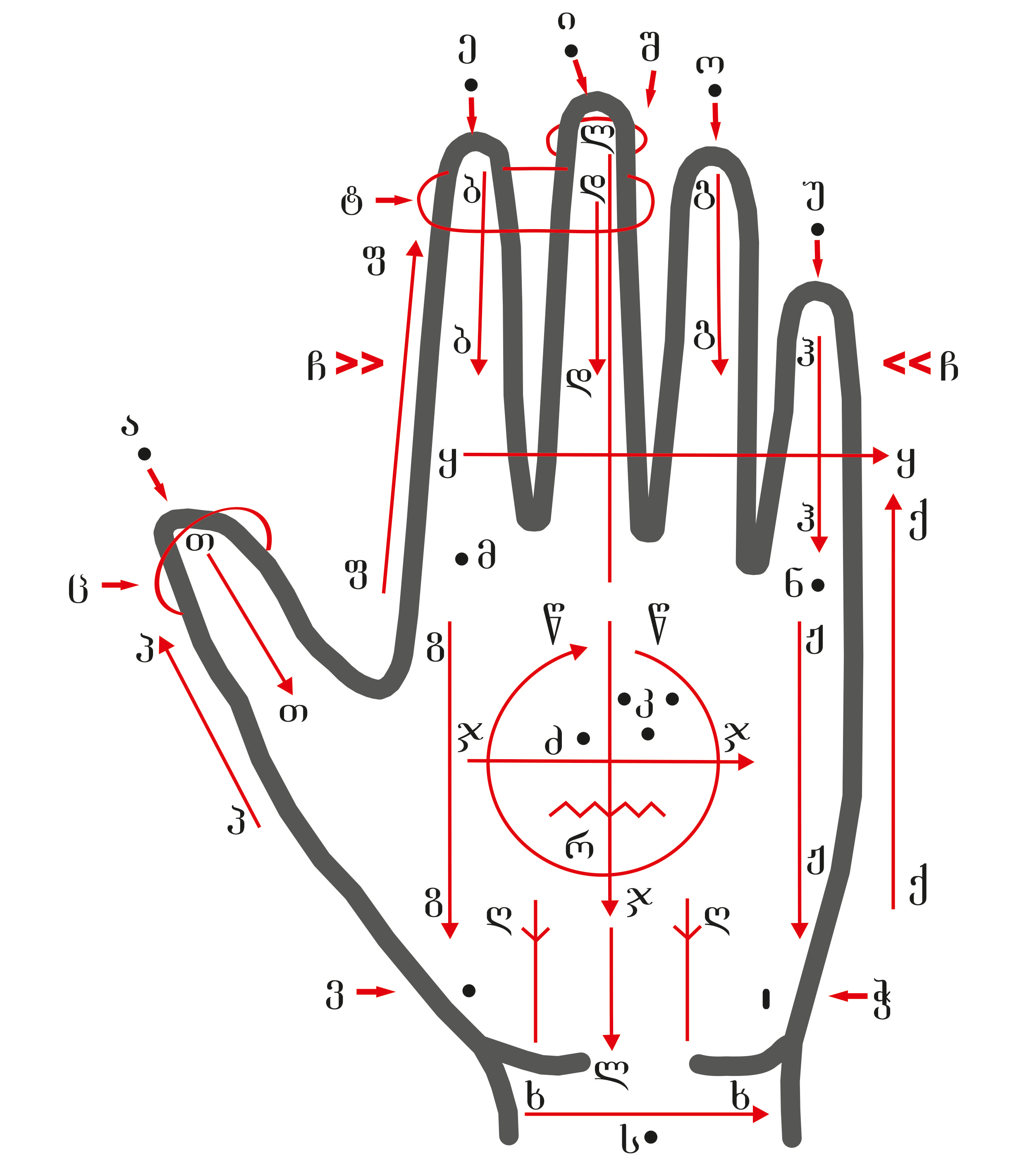
Азбука Лорма для грузинского языка

Для немецкого языка используются следующие коды:
- A: Прикосновение к кончику большого пальца
- Ä: Двойное прикосновение к кончику большого пальца
- B: Короткая линия вдоль указательного пальца
- C: Нажатие на запястье
- Сh: Косой крест на ладони
- D: Короткая линия вдоль среднего пальца
- E: Прикосновение к кончику указательного пальца
- F: Легкое сжатие кончиков указательного и среднего пальцев
- G: Короткая линия вдоль безымянного пальца
- H: Короткая линия вдоль мизинца
- I: Прикосновение к кончику среднего пальца
- J: Двойное прикосновение к кончику среднего пальца
- K: Прикосновение четырех пальцев к ладони
- L: Длинная линия от кончика среднего пальца до запястья
- M: Прикосновение к основанию мизинца
- N: Прикосновение к основанию указательного пальца
- O: Прикосновение к кончику безымянного пальца
- Ö: Двойное прикосновение к кончику безымянного пальца
- P: Длинная линия по внешней стороне указательного пальца
- Q: Длинная линия по внешней стороне руки со стороны мизинца
- R: Легкое постукивание пальцами по ладони
- S: Круг на ладони
- Sch: Легкое сжатие всех пальцев, кроме большого
- St: Длинная линия по внешней стороне большого пальца
- T: Короткая линия вдоль большого пальца
- U: Прикосновение к кончику мизинца
- Ü: Двойное прикосновение к кончику мизинца
- V: Прикосновение к возвышению большого пальца
- W: Двойное прикосновение к возвышению большого пальца
- X: Длинная линия по запястью
- Y: Длинная линия по основанию пальцев
- Z: Линия от возвышения большого пальца к основанию мизинца

### Сигналы
Кроме букв могут использоваться специальные сигналы:
- Окончание слова — легкое прикосновение к ладони.
- Непонимание слова, запрос повтора — сжатие руки в кулак.
- Ошибка «говорящего» — потирание руки. После этого все слово должно быть повторено.